# Plectrohyla psarosema
La ranita moteada (Plectrohyla psarosema) es una especie de anfibio de la familia Hylidae. Es endémica de la Sierra Mixe de Oaxaca en México.

## Clasificación y descripción de la especie
Es un anuro de la familia Hylidae del orden Anura. Es de talla pequeña y cuerpo moderadamente robusto. Los machos adultos llegan a medir , mientras que las hembras . La cabeza es tan ancha como el cuerpo. Carecen de tímpano. Extremidades anteriores moderadamente robustas y las posteriores moderadamente delgadas. La coloración del dorso es marrón oscuro con reticulaciones blancas en el cuerpo y superficie dorsal de las piernas. Se aprecian manchas irregulares verde brillantes en la superficie posterior y en los lados de la cabeza, algunas manchas verdes en la superficie dorsal de las piernas. Vientre blanco con motas gris oscuras 1,2,3.

## Distribución de la especie
Endémica de México, se encuentra al norte de Oaxaca en la Sierra Mixe al oeste de Totontepec Villa de Morelos 1,2. 

## Ambiente terrestre
Vive a una elevación de .s.n.m en bosque mesófilo de montaña 1,2,4.

## Estado de conservación
Se encuentra en la categoría de Protección Especial en la Norma Oficial Mexicana 059, y en peligro crítico en lista roja de la UICN.